# Alexander Janneüs
Alexander Janneüs (ook wel Alexander Jannai genoemd) was van 103 v.Chr. tot 76 v.Chr. koning en hogepriester van de Joodse Hasmonese staat. Janneüs is een vergriekste afkorting voor Jonathan, zijn Hebreeuwse naam. Vermoedelijk is hij geboren in 125 v.Chr.

## Voorgeschiedenis

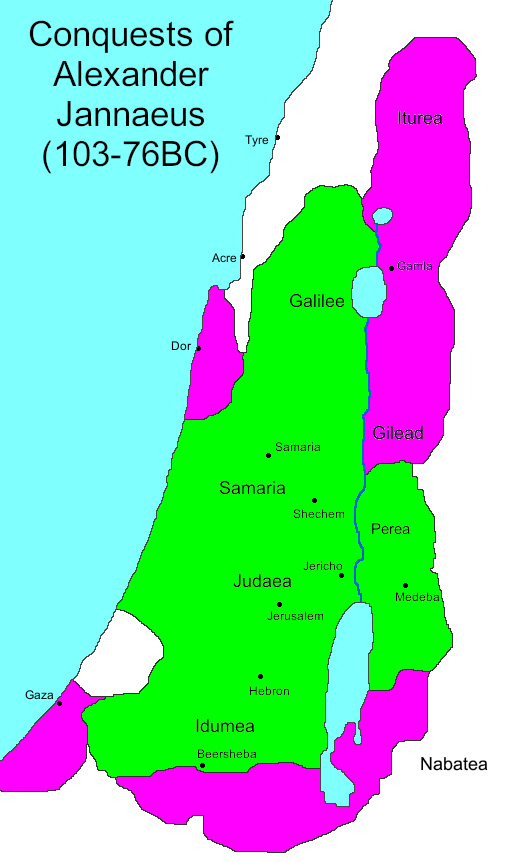
Het Hasmonese rijk onder Alexander Janneüs
situatie in 103 v.Chr.
veroveringen

Alexander was de derde zoon van Johannes Hyrcanus, die tot 104 v.Chr. de Hasmonese staat had bestuurd. Het was Hyrcanus' bedoeling dat na zijn dood zijn vrouw als koningin de staat zou besturen en dat zijn oudste zoon Aristobulus I het ambt van hogepriester zou krijgen. Aristobulus nam daar echter geen genoegen mee en zette zijn moeder, Alexander en twee andere broers gevangen. De moeder overleed tijdens deze gevangenschap.
Toen Aristobulus in 103 v.Chr. overleed, gaf zijn weduwe Salome Alexandra Alexander en zijn broers hun vrijheid terug. Zij hertrouwde bovendien met Alexander en benoemde hem koning en hogepriester, waarmee hij dus de opvolger werd van zijn broer Aristobulus.

## Alexander de veroveraar
Aan het begin van Alexanders regering viel Ptolemeüs Lathyrus vanuit Cyprus Galilea binnen, in een poging Alexanders macht te beknotten (Galilea behoorde toen nog maar sinds kort tot het Hasmonese rijk). Alexander sloot echter een bondgenootschap met Cleopatra III (Ptolemeüs' moeder) en met haar hulp wist hij Ptolemeüs te verdrijven.
Na deze gebeurtenissen ontpopte Alexander zich hoe langer hoe meer tot een veroveraar. Hij zette daarbij de uitbreidingspolitiek van Johannes Hyrcanus en Aristobulus I voort. Dit bracht hem in oorlog met de Nabateeërs. Aanvankelijk hielden de Nabateeërs stand en brachten koning Aretas II en zijn opvolger Obodas I hem zware nederlagen toe, zodat Alexander zelfs land aan hen moest afstaan (90 v.Chr.). Obodas' opvolger Aretas III was echter niet bestand tegen Alexanders oorlogsgeweld en zo wist Alexander de verloren gebieden terug te veroveren en Perea en Gaulanitis aan het Hasmonese rijk toe te voegen (82 v.Chr.). Ook veroverde hij Gaza aan de westkust, dat voorheen onder Nabatees bestuur stond. In de loop van zijn regering viel hij nog diverse andere grote steden in de kuststrook aan die hij als militaire of economische bedreiging beschouwde. Hij verwoestte ze of legde ze zware belastingen op. Hij ging daarbij zeer wreed te werk.
Uiteindelijk wist Alexander de Joodse staat tot de omvang te brengen die het ooit onder Koning David en Salomo had gehad. Om de grenzen te bewaken bouwde hij verschillende forten, waarvan Alexandrium, Machaerus en Hyrcania de belangrijkste waren. Het reeds door Johannes Hyrkanus gebouwde winterpaleis bij Jericho voorzag hij van een grotere omvang en luxe.

## Hellenistischeinvloeden

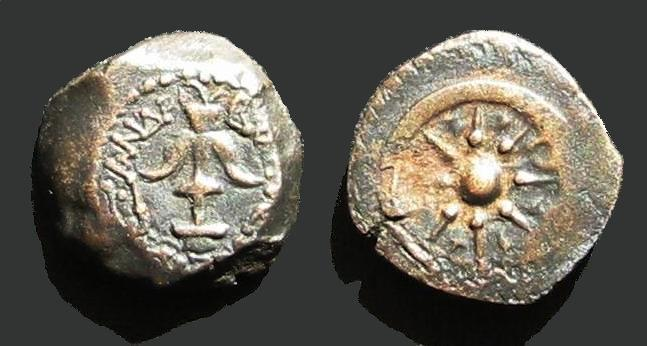
Munt van Alexander Janneüs

Niet alleen zijn broer Aristobulus, maar ook Alexander Janneüs zelf zag Alexander de Grote als zijn voorbeeld. Hij gedroeg zich in verschillende opzichten als een hellenistisch vorst, soms ook wanneer dit inging tegen de tradities van het jodendom.
Uit zijn regeringsperiode zijn tweetalige munten bekend, waarvan er hiernaast een is afgebeeld. Aan de ene zijde (op de illustratie rechts) staat in het Hebreeuws 'koning Jonathan'. Aan de andere zijde staat in het Grieks 'koning Alexander'. Griekse invloed blijkt verder uit de gebruikte symbolen, vooral uit het symbool van het achtspakig wiel (of achtpuntige ster) in een diadeem, dat ook wel door hellenistische vorsten werd gebruikt (op de illustratie rechts).

## Oppositie en crisis
Evenals de andere Hasmonese koningen had Alexander te maken met oppositie vanuit met name de Farizeeën en de Essenen, vanwege de combinatie van koningschap en priesterschap. Deze konden volgens de Thora namelijk niet in één persoon samenvallen. Alexanders omarming van het hellenisme vergrootte de oppositie tegen zijn heerschappij nog verder, zelfs zozeer dat op een zeker moment door toedoen van de Farizeeën de publieke opinie zich tegen hem keerde.

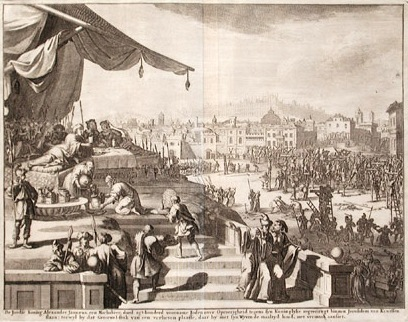
Alexander laat 800 voorname Joden kruisigen te Jeruzalem, door Willem Swidde (eind 17e eeuw)

In een poging af te rekenen met Alexander riep de Joodse bevolking de hulp in van de Seleucidische heerser Demetrius III Eucaerus, die Alexander in een veldslag bij Sichem versloeg. Toen Demetrius echter heersersaanspraken op de Hasmonese staat wilde maken, kwamen de Joden alsnog Alexander te hulp en keerden zij zich tegen Demetrius. De aanleiding voor deze ommekeer is niet geheel duidelijk. Flavius Josephus zegt dat zijn volksgenoten medelijden kregen met Alexander, maar sommige moderne historici menen dat Demetrius de tempel wilde binnengaan, iets wat hem als niet-Jood verboden was. Hoe het ook zij, door de plotselinge ommekeer moest Demetrius zich alsnog terugtrekken en behield Alexander de zeggenschap over de Hasmonese staat. Alexander nam wraak op de opstandelingen door 800 van hen op één dag te kruisigen, terwijl hij voor hun ogen hun vrouwen en kinderen ombracht.
Ook na deze crisis bleef de relatie tussen Alexander en de Farizeeën gespannen. De Farizeeën bekritiseerden hem openlijk omdat hij zich in allerlei opzichten (vooral tijdens de Joodse feesten) niet aan de Joodse tradities hield, maar zich als hellenistisch vorst gedroeg. De Farizeeën hadden echter zo'n grote invloed op de publieke opinie dat Alexander niet om hen heen kon. Volgens de overlevering gaf hij op zijn sterfbed zijn vrouw en opvolgster Salome Alexandra dan ook de raad zich met de Farizeeën te verzoenen.
De psalmdichter verklaart het zondige hogepriesterschap van Alexandros uit de zonden van het joodse volk. Om die reden zou God dit koningschap hebben laten voortbestaan.

## De Goddeloze Priester?
Over de relatie tussen Alexander en de Essenen, die eveneens zeer kritisch stonden tegenover de Hasmonese heersers, is niet veel bekend. Veel wetenschappers zijn echter van mening dat de met de Essenen verwante gemeenschap in Qumran in deze periode gesticht is. De leden van de gemeenschap zouden zich in de woestijn hebben teruggetrokken als reactie op de in hun ogen goddeloze situatie in Jeruzalem. Als deze opvatting correct is, dan moet Alexander Janneüs geïdentificeerd worden als de Goddeloze priester die in sommige teksten van de Dode Zeerollen wordt genoemd.

## Dood en opvolging
Alexanders excessieve alcoholgebruik eiste uiteindelijk zijn tol en leidde ertoe dat hij tijdens de laatste drie jaar van zijn leven ernstig ziek was. Hij stierf uiteindelijk tijdens een militaire campagne, die hij ondanks zijn ziekte was begonnen (76 v.Chr.). Zijn vrouw Salome Alexandra volgde hem op. Alexander werd begraven in het door hem gebouwde (en naar hem genoemde) fort Alexandrium.

## Stamboom
|                    |                    |                    |                    |                    |                    |  |  |                 |                 |                 |                 |                 |                 |  |  | Mattathias        |                   |                   |                   |                   |                   |  |  |                   |                   |                   |                   |                   |                   |  |  |                    |                    |                    |                    |                    |                    |  |  |  |  |  |  |  |  |  |  |  |  |  |  |
|                    |                    |                    |                    |                    |                    |  |  |                 |                 |                 |                 |                 |                 |  |  |                   |                   |                   |                   |                   |                   |  |  |                   |                   |                   |                   |                   |                   |  |  |                    |                    |                    |                    |                    |                    |  |  |  |  |  |  |  |  |  |  |  |  |  |  |
|                    |                    |                    |                    |                    |                    |  |  |                 |                 |                 |                 |                 |                 |  |  |                   |                   |                   |                   |                   |                   |  |  |                   |                   |                   |                   |                   |                   |  |  |                    |                    |                    |                    |                    |                    |  |  |  |  |  |  |  |  |  |  |  |  |  |  |
| Johannes Makkabeüs | Johannes Makkabeüs | Johannes Makkabeüs | Johannes Makkabeüs | Johannes Makkabeüs | Johannes Makkabeüs |  |  | Simon Makkabeüs | Simon Makkabeüs | Simon Makkabeüs | Simon Makkabeüs | Simon Makkabeüs | Simon Makkabeüs |  |  | Judas Makkabeüs   | Judas Makkabeüs   | Judas Makkabeüs   | Judas Makkabeüs   | Judas Makkabeüs   | Judas Makkabeüs   |  |  | Eleazar Makkabeüs | Eleazar Makkabeüs | Eleazar Makkabeüs | Eleazar Makkabeüs | Eleazar Makkabeüs | Eleazar Makkabeüs |  |  | Jonathan Makkabeüs | Jonathan Makkabeüs | Jonathan Makkabeüs | Jonathan Makkabeüs | Jonathan Makkabeüs | Jonathan Makkabeüs |  |  |  |  |  |  |  |  |  |  |  |  |  |  |
| Johannes Makkabeüs | Johannes Makkabeüs | Johannes Makkabeüs | Johannes Makkabeüs | Johannes Makkabeüs | Johannes Makkabeüs |  |  | Simon Makkabeüs | Simon Makkabeüs | Simon Makkabeüs | Simon Makkabeüs | Simon Makkabeüs | Simon Makkabeüs |  |  | Judas Makkabeüs   | Judas Makkabeüs   | Judas Makkabeüs   | Judas Makkabeüs   | Judas Makkabeüs   | Judas Makkabeüs   |  |  | Eleazar Makkabeüs | Eleazar Makkabeüs | Eleazar Makkabeüs | Eleazar Makkabeüs | Eleazar Makkabeüs | Eleazar Makkabeüs |  |  | Jonathan Makkabeüs | Jonathan Makkabeüs | Jonathan Makkabeüs | Jonathan Makkabeüs | Jonathan Makkabeüs | Jonathan Makkabeüs |  |  |  |  |  |  |  |  |  |  |  |  |  |  |
|                    |                    |                    |                    |                    |                    |  |  |                 |                 |                 |                 |                 |                 |  |  |                   |                   |                   |                   |                   |                   |  |  |                   |                   |                   |                   |                   |                   |  |  |                    |                    |                    |                    |                    |                    |  |  |  |  |  |  |  |  |  |  |  |  |  |  |
| Judas              | Judas              | Judas              | Judas              | Judas              | Judas              |  |  | Mattathias      | Mattathias      | Mattathias      | Mattathias      | Mattathias      | Mattathias      |  |  | Johannes Hyrkanus | Johannes Hyrkanus | Johannes Hyrkanus | Johannes Hyrkanus | Johannes Hyrkanus | Johannes Hyrkanus |  |  |                   |                   |                   |                   |                   |                   |  |  |                    |                    |                    |                    |                    |                    |  |  |  |  |  |  |  |  |  |  |  |  |  |  |
| Judas              | Judas              | Judas              | Judas              | Judas              | Judas              |  |  | Mattathias      | Mattathias      | Mattathias      | Mattathias      | Mattathias      | Mattathias      |  |  | Johannes Hyrkanus | Johannes Hyrkanus | Johannes Hyrkanus | Johannes Hyrkanus | Johannes Hyrkanus | Johannes Hyrkanus |  |  |                   |                   |                   |                   |                   |                   |  |  |                    |                    |                    |                    |                    |                    |  |  |  |  |  |  |  |  |  |  |  |  |  |  |
|                    |                    |                    |                    |                    |                    |  |  |                 |                 |                 |                 |                 |                 |  |  |                   |                   |                   |                   |                   |                   |  |  |                   |                   |                   |                   |                   |                   |  |  |                    |                    |                    |                    |                    |                    |  |  |  |  |  |  |  |  |  |  |  |  |  |  |
|                    |                    |                    |                    |                    |                    |  |  | Aristobulus I   | Aristobulus I   | Aristobulus I   | Aristobulus I   | Aristobulus I   | Aristobulus I   |  |  | Antigonus         | Antigonus         | Antigonus         | Antigonus         | Antigonus         | Antigonus         |  |  | Alexander Janneüs | Alexander Janneüs | Alexander Janneüs | Alexander Janneüs | Alexander Janneüs | Alexander Janneüs |  |  | Salome Alexandra   | Salome Alexandra   | Salome Alexandra   | Salome Alexandra   | Salome Alexandra   | Salome Alexandra   |  |  |  |  |  |  |  |  |  |  |  |  |  |  |
|                    |                    |                    |                    |                    |                    |  |  | Aristobulus I   | Aristobulus I   | Aristobulus I   | Aristobulus I   | Aristobulus I   | Aristobulus I   |  |  | Antigonus         | Antigonus         | Antigonus         | Antigonus         | Antigonus         | Antigonus         |  |  | Alexander Janneüs | Alexander Janneüs | Alexander Janneüs | Alexander Janneüs | Alexander Janneüs | Alexander Janneüs |  |  | Salome Alexandra   | Salome Alexandra   | Salome Alexandra   | Salome Alexandra   | Salome Alexandra   | Salome Alexandra   |  |  |  |  |  |  |  |  |  |  |  |  |  |  |
|                    |                    |                    |                    |                    |                    |  |  |                 |                 |                 |                 |                 |                 |  |  |                   |                   |                   |                   |                   |                   |  |  |                   |                   |                   |                   |                   |                   |  |  |                    |                    |                    |                    |                    |                    |  |  |  |  |  |  |  |  |  |  |  |  |  |  |
|                    |                    |                    |                    |                    |                    |  |  |                 |                 |                 |                 |                 |                 |  |  |                   |                   |                   |                   |                   |                   |  |  |                   |                   |                   |                   |                   |                   |  |  |                    |                    |                    |                    |                    |                    |  |  |  |  |  |  |  |  |  |  |  |  |  |  |
|                    |                    |                    |                    |                    |                    |  |  |                 |                 |                 |                 |                 |                 |  |  |                   |                   |                   |                   |                   |                   |  |  | Aristobulus II    | Aristobulus II    | Aristobulus II    | Aristobulus II    | Aristobulus II    | Aristobulus II    |  |  | Hyrkanus II        | Hyrkanus II        | Hyrkanus II        | Hyrkanus II        | Hyrkanus II        | Hyrkanus II        |  |  |  |  |  |  |  |  |  |  |  |  |  |  |
|                    |                    |                    |                    |                    |                    |  |  |                 |                 |                 |                 |                 |                 |  |  |                   |                   |                   |                   |                   |                   |  |  | Aristobulus II    | Aristobulus II    | Aristobulus II    | Aristobulus II    | Aristobulus II    | Aristobulus II    |  |  | Hyrkanus II        | Hyrkanus II        | Hyrkanus II        | Hyrkanus II        | Hyrkanus II        | Hyrkanus II        |  |  |  |  |  |  |  |  |  |  |  |  |  |  |
|                    |                    |                    |                    |                    |                    |  |  |                 |                 |                 |                 |                 |                 |  |  |                   |                   |                   |                   |                   |                   |  |  |                   |                   |                   |                   |                   |                   |  |  |                    |                    |                    |                    |                    |                    |  |  |  |  |  |  |  |  |  |  |  |  |  |  |
|                    |                    |                    |                    |                    |                    |  |  |                 |                 |                 |                 |                 |                 |  |  | Antigonus         | Antigonus         | Antigonus         | Antigonus         | Antigonus         | Antigonus         |  |  | Alexander         | Alexander         | Alexander         | Alexander         | Alexander         | Alexander         |  |  | Alexandra          | Alexandra          | Alexandra          | Alexandra          | Alexandra          | Alexandra          |  |  |  |  |  |  |  |  |  |  |  |  |  |  |
|                    |                    |                    |                    |                    |                    |  |  |                 |                 |                 |                 |                 |                 |  |  | Antigonus         | Antigonus         | Antigonus         | Antigonus         | Antigonus         | Antigonus         |  |  | Alexander         | Alexander         | Alexander         | Alexander         | Alexander         | Alexander         |  |  | Alexandra          | Alexandra          | Alexandra          | Alexandra          | Alexandra          | Alexandra          |  |  |  |  |  |  |  |  |  |  |  |  |  |  |
|                    |                    |                    |                    |                    |                    |  |  |                 |                 |                 |                 |                 |                 |  |  |                   |                   |                   |                   |                   |                   |  |  |                   |                   |                   |                   |                   |                   |  |  |                    |                    |                    |                    |                    |                    |  |  |  |  |  |  |  |  |  |  |  |  |  |  |
|                    |                    |                    |                    |                    |                    |  |  |                 |                 |                 |                 |                 |                 |  |  |                   |                   |                   |                   |                   |                   |  |  |                   |                   |                   |                   |                   |                   |  |  |                    |                    |                    |                    |                    |                    |  |  |  |  |  |  |  |  |  |  |  |  |  |  |
|                    |                    |                    |                    |                    |                    |  |  |                 |                 |                 |                 |                 |                 |  |  | Aristobulus III   | Aristobulus III   | Aristobulus III   | Aristobulus III   | Aristobulus III   | Aristobulus III   |  |  | Herodes I         | Herodes I         | Herodes I         | Herodes I         | Herodes I         | Herodes I         |  |  | Mariamne           | Mariamne           | Mariamne           | Mariamne           | Mariamne           | Mariamne           |  |  |  |  |  |  |  |  |  |  |  |  |  |  |
|                    |                    |                    |                    |                    |                    |  |  |                 |                 |                 |                 |                 |                 |  |  | Aristobulus III   | Aristobulus III   | Aristobulus III   | Aristobulus III   | Aristobulus III   | Aristobulus III   |  |  | Herodes I         | Herodes I         | Herodes I         | Herodes I         | Herodes I         | Herodes I         |  |  | Mariamne           | Mariamne           | Mariamne           | Mariamne           | Mariamne           | Mariamne           |  |  |  |  |  |  |  |  |  |  |  |  |  |  |